# Serguei
Serguei, pseudonimo di Sérgio Augusto Bustamante (Rio de Janeiro, 8 novembre 1933 – Volta Redonda, 7 giugno 2019), è stato un cantante, compositore e showman brasiliano.
Pioniere del rock psichedelico brasiliano, ebbe una carriera da solista ma fu anche voce in diverse band, tra cui i Pandemonium. Fu anche il primo artista musicale del suo Paese a proporsi con un look androgino.

## Biografia
Era figlio di un funzionario esecutivo della IBM e di una casalinga. Durante l'infanzia ebbe tra i suoi amichetti anche un bambino di origini russe, che lo chiamava Serguei anziché Sergio: da qui egli trasse poi l'ispirazione per il nome d'arte.
Dal 1945 al 1955 visse con la nonna negli USA, a Long Island. Di ritorno in Brasile, lavorò per un breve periodo in una banca, successivamente divenne steward aereo, in servizio dapprima presso la Panair e quindi presso la Varig (dalla Panair era stato licenziato per aver rubato una bibita a Gina Lollobrigida durante un volo). Desideroso di intraprendere una carriera di cantante, si trattenne per un po' di tempo negli USA.
Nel 1966 incise il suo primo 45 giri, che ottenne un buon successo. Per due anni si divise tra Brasile e USA, dove entrò nella comunità hippy. Nel 1968 lanciò la sua canzone più fortunata, Eu Sou Psicodèlico, che gli valse anche la partecipazione al festival di Woodstock. Qui egli conobbe Janis Joplin, con la quale avrebbe avuto un breve flirt. In seguito rivelò di essere pansessuale.
Dal 1972 visse a Saquarema, in una casa che trasformò in un museo musicale, denominato "Templo do Rock", grazie al nulla osta della prefettura. Qui continuò la sua attività artistica, che si fece discontinua dopo che egli ebbe la diagnosi di fibromialgia, malattia che l'avrebbe molto debilitato negli anni restanti. Fu comunque in grado di partecipare a due edizioni del festival Rock in Rio (la seconda e la terza), mentre alle altre poté solo assistere come spettatore. La sua popolarità rimase sempre notevole grazie soprattutto alle tantissime apparizioni televisive, in particolare nelle trasmissioni Agora E Tarde e Programa do Jô, quest'ultima condotta da Jô Soares, di cui era grande amico. Nel 2011 il canale Multishow gli permise di condurre un programma tutto suo, il Serguei Rock Show, in dieci appuntamenti. Gestì un blog su internet.
Nel 2013 la sua fibromialgia peggiorò. Nell'aprile 2019 venne ricoverato in un ospedale di Volda Redonda per una polmonite, che l'avrebbe poi stroncato due mesi dopo. Durante gli accertamenti gli era stato diagnosticato un principio della malattia di Alzheimer, che comunque lo lasciò pressoché lucido sino alla fine.  Il sindaco di Saquarema proclamò il lutto cittadino per tre giorni.

## Vita privata
Non si sposò mai e non ebbe figli.